# 奧蘭縣

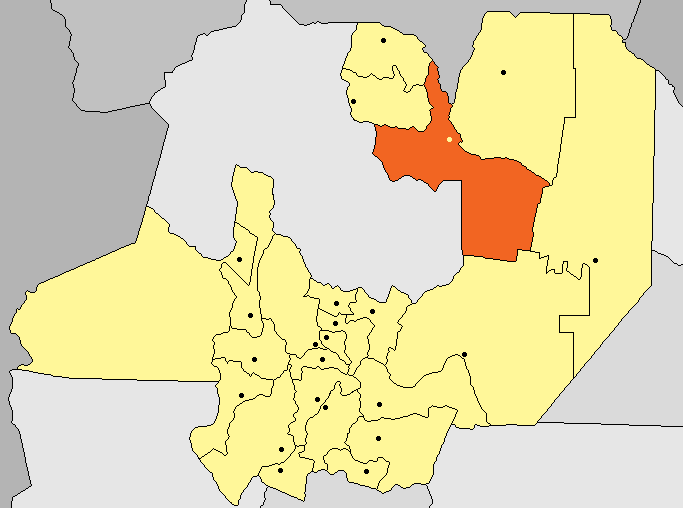

奧蘭縣（西班牙語：Departamento de Orán），是阿根廷的縣份，位於該國西北部薩爾塔省，首府設於奧蘭，北面是玻利維亞，面積11,892平方公里，2010年人口138,838，人口密度每平方公里11.6人。
23°7′47″S 64°19′18″W / 23.12972°S 64.32167°W